# Ivan Sosnine
Ivan Sosnine (russe : Иван Соснин), né le 12 novembre 1990 à Kirovgrad dans l'oblast de Sverdlovsk, est un réalisateur, scénariste et monteur russe. Il est également directeur de la société Red Pepper Film.

## Biographie
Né en 1990 à Kirovgrad, dans l'oblast de Sverdlovsk. De 13 à 18 ans, il vit à Neviansk (oblast de Sverdlovsk). Il étudie à la faculté de métallurgie de l'UGTU-UPI (aujourd'hui université fédérale de l'Oural). Dès ses années d'études, il commence à travailler dans une agence de publicité, où il tourne des spots publicitaires et des clips musicaux. Aujourd'hui, Ivan Sosnine vit à Iekaterinbourg et réalise ses projets en Russie et à l'étranger.
La filmographie d'Ivan Sosnin comprend plus d'une vingtaine de longs et courts métrages. Ses films ont été reconnus dans des festivals internationaux : le Festival du film de Sapporo, le Festival du film de Vancouver, le Festival du film de Cottbus, le festival de la Licorne d'or, et en 2019, le court métrage L'Interview reçoit un diplôme de la Guilde des historiens et critiques de cinéma au Kinotavr et remporte le prix de l'Aigle d'or en 2020. En 2021, le film à sketches Le Bonheur d'Ivan (ru) est sorti, avec Fiodor Dobronravov (ru), Alexeï Serebriakov, Youlia Aoug, Kirill Käro, Anton Adassinski (ru) et d'autres.

## Filmographie

### Réalisateur
- 2017 : Goodbye, America (Гудбай, Америка!) [fiction, 12 mn]
- 2018 : L'Interview (Интервью) [fiction, court métrage]
- 2019 : Une leçon d'écologie (Урок экологии) [fiction, 20 mn]
- 2020 : Le Bonheur d'Ivan (ru) (Иваново счастье / Иваны, помнящие родство) [fiction, 83 mn]
- 2021 : La Mer d'encre (Чернильное море) [fiction, 17 mn]
- 2022 : La Route des nuages (Дорога в облака) [fiction, 14 mn]
- 2022 : Proches et éloignés (ru) (Далекие близкие) [fiction, 92 mn]
- 2023 : Trente secondes (Тридцать секунд) [fiction, 20 mn]
- 2024 : L'Extraterrestre (Пришелец) [fiction, 78 mn]
- 2025 : Légendes de nos ancêtres (Легенды наших предков) [fiction, 102 mn]